# 쓰보미
쓰보미(일본어: つぼみ, 1987년 12월 25일~)는 일본의 AV 여배우이다. 성인 비디오 30주년 기념 기획(AV30)으로서 2012년 1월 5일부터 2월 29일까지 행해진 인기 투표에서 1위를 기록했다.